# Czarostwo
Zasugerowano, aby zintegrować ten artykuł z artykułem Czarnoksięstwo. Nie opisano powodu propozycji integracji.

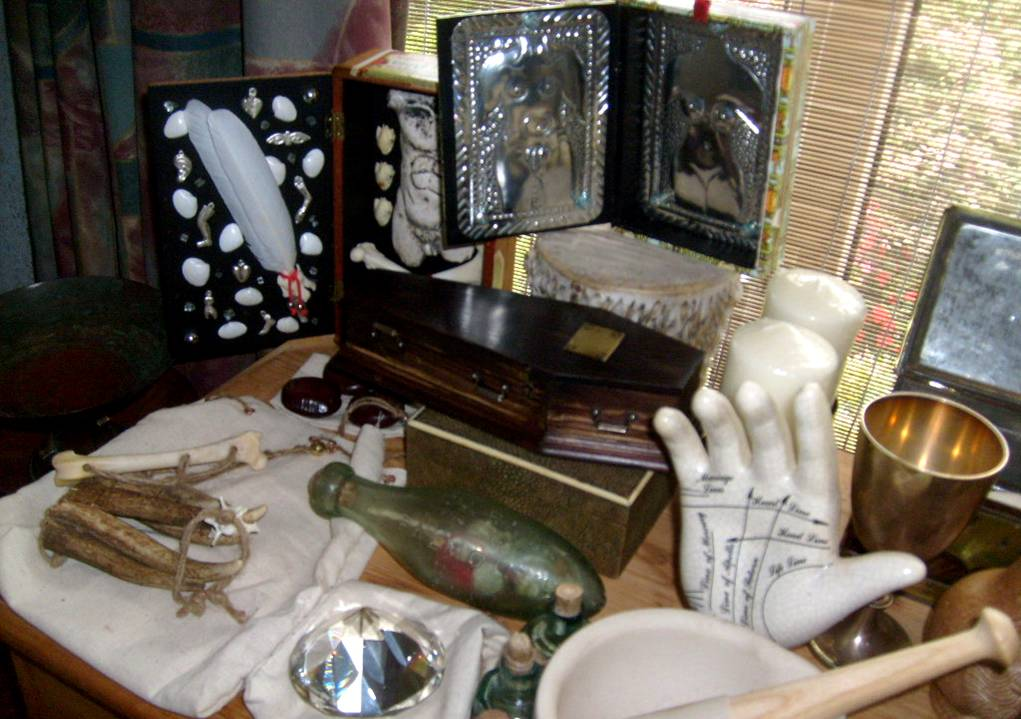
Zbiór podstaw materialnych uprawiania czarostwa

Czarostwo – (lub czary) to praktyka magicznych umiejętności i zdolności. Czarostwo to szeroki termin, który różni się kulturowo i społecznie, a zatem może być trudny do precyzyjnego zdefiniowania, dlatego międzykulturowe założenia dotyczące znaczenia lub rozumienia tego terminu należy stosować bardzo ostrożnie. 
Historycznie i obecnie w większości tradycyjnych kultur na całym świecie – zwłaszcza w Afryce, afrykańskiej diasporze i społecznościach tubylczych – termin ten jest powszechnie kojarzony z tymi, którzy używają środków metafizycznych, by wyrządzić krzywdę niewinnym. W epoce nowożytnej, głównie w zachodniej kulturze popularnej, słowo to może częściej odnosić się do łagodnych, pozytywnych lub neutralnych praktyk współczesnego pogaństwa, takich jak wróżbiarstwo lub zaklęcia. 
Wiara w czary jest często obecna w społeczeństwach i grupach, których ramy kulturowe obejmują magiczny światopogląd.
W okultyzmie sztuka posługiwania się podstawami materialnymi dla dokonywania przemian magicznych.

## Koncept
Pojęcie czarów i wiara w jego istnienie przetrwały przez całą zapisaną historię. Były obecne lub odgrywały centralną rolę w różnych czasach i w wielu różnych formach wśród kultur i religii na całym świecie, w tym zarówno prymitywnych, jak i wysoce zaawansowanych kultur i nadal odgrywają ważną rolę w wielu współczesnych kulturach. 
Historycznie dominująca koncepcja czarów w świecie zachodnim wywodzi się ze starotestamentowych praw przeciwko czarom i weszła do głównego nurtu, gdy wiara w czary zyskała aprobatę Kościoła we wczesnym okresie nowożytnym. Tworzy teozoficzny konflikt między dobrem a złem, w którym czary były ogólnie złem i często kojarzone były z Diabłem i kultem Diabła. Doprowadziło to do śmierci, tortur i kozłów ofiarnych (obwinianie za nieszczęście) i wielu lat wielkoskalowych procesów czarownic i polowań na czarownice, szczególnie w protestanckiej Europie, zanim w dużej mierze zakończyło się w epoce europejskiego oświecenia. Współczesne poglądy chrześcijańskie są zróżnicowane i obejmują całą gamę poglądów, od głębokiej wiary i opozycji (szczególnie przez fundamentalistów chrześcijańskich) po niewiarę, a nawet aprobatę w niektórych kościołach. Od połowy XX wieku czary – czasem nazywane współczesnymi czarami, aby wyraźnie odróżnić je od starszych wierzeń – stały się nazwą gałęzi współczesnego pogaństwa. Jest to szczególnie praktykowane w tradycji wiccańskiej i współczesnej magii i nie jest już praktykowane w tajemnicy. Zachodni główny nurt chrześcijański jest daleki od jedynego społecznego spojrzenia na czary. 
Wiele kultur na całym świecie nadal stosuje powszechne praktyki i wierzenia kulturowe, które są luźno przetłumaczone na polski jako „współczesne czarostwo”, chociaż polskie tłumaczenie maskuje bardzo dużą różnorodność form, magicznych przekonań, praktyk i miejsca w ich społeczeństwach. W epoce kolonializmu wiele kultur na całym świecie było narażonych na współczesny świat zachodni poprzez kolonializm, któremu zwykle towarzyszy intensywna chrześcijańska działalność misyjna (patrz „chrystianizacja”). W tych kulturach na wierzenia związane z magią wpływały dominujące wówczas koncepcje zachodnie. Polowania na czarownice, kozły ofiarne oraz zabijanie lub unikanie podejrzanych czarownic wciąż mają miejsce w epoce nowożytnej. Podejrzenia współczesnej medycyny ze względu na przekonania o chorobie wywołanej przez czary również trwają w wielu krajach do dziś.